# Trieur à tapis transversal
Le trieur à tapis transversal (cross belt sorter) est un type de système de tri basé sur des convoyeurs. Il se compose essentiellement d'une chaîne de courroies transporteuses à fonctionnement indépendant, montées transversalement le long de la voie principale.

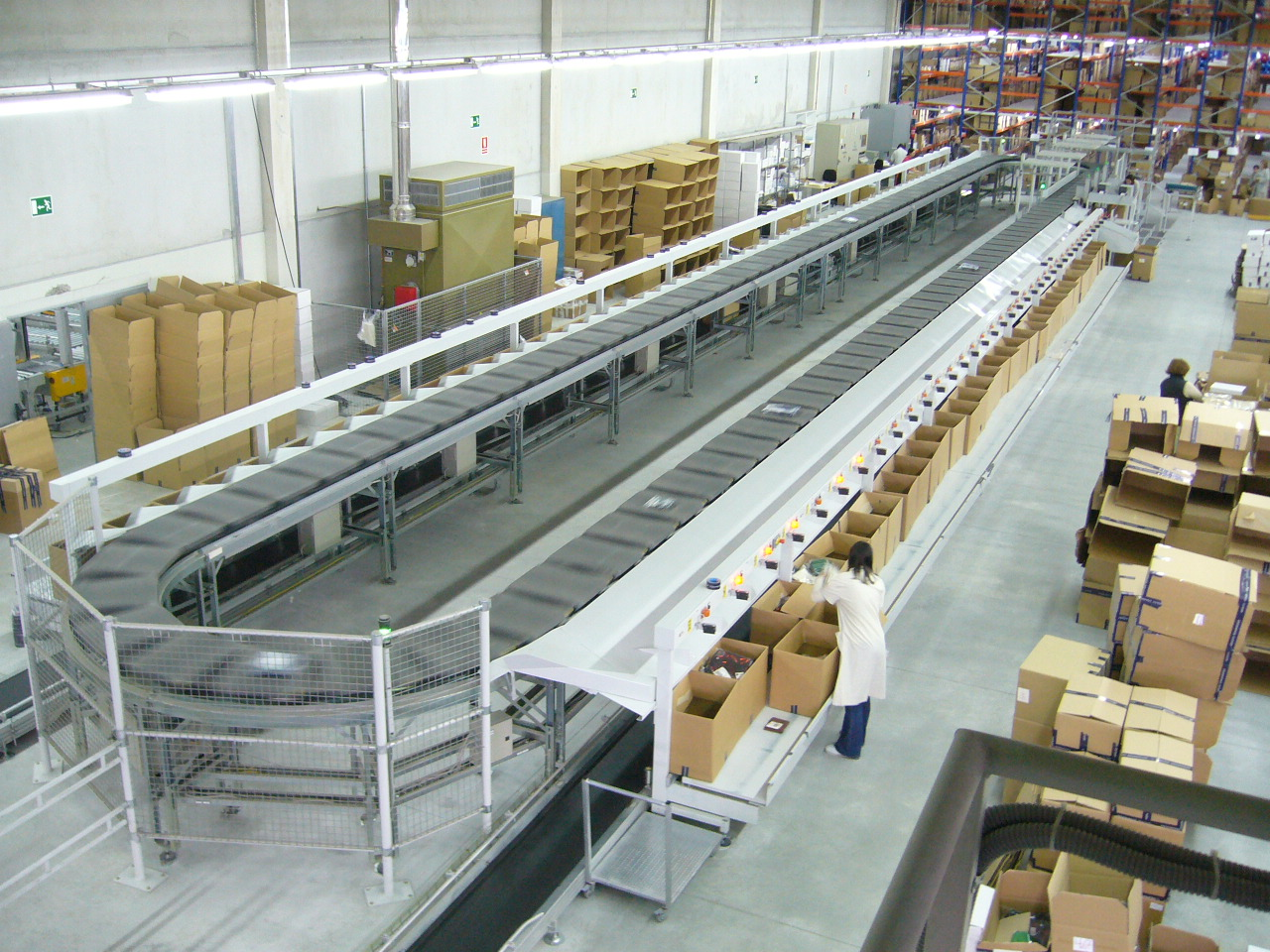
Trieur cross belt horizontal

Les trieurs à tapis transversal sont largement utilisés dans le commerce de détail et pour le commerce en ligne. 